# Ацетоно-бутиловое брожение
Ацетоно-бутиловое брожение — химический процесс разложения углеводов ацетонобутиловыми бактериями и проходящий анаэробно (без доступа кислорода) с образованием ацетона, бутилового спирта, а также уксусной, масляной кислот и газов брожения — водорода и углекислоты. Разработан химиком Хаимом Вейцманом перед Первой Мировой войной и был основным способом получения ацетона для взрывчатки.
Процесс брожения вызывается бактериями Clostridium acetobutylicum и родственными микроорганизмами.
Это был основной процесс получения ацетона во время Первой мировой войны, который использовался для производства кордита. Процесс ABE является анаэробным (происходит в отсутствие кислорода), подобно тому, как дрожжи ферментируют сахар с образованием этанола в вине или пиве. В процессе получают раствор в соотношении 3-6-1, или 3 части ацетона, 6 частей бутанола и 1 часть этанола. Обычно используются виды бактерий из класса Clostridia (семейство Clostridium). Clostridium acetobutylicum является наиболее известным видом. Clostridium beijerinckii также дает хорошие результаты.
Производство бутанола биологическим путем было осуществлено Луи Пастером в 1861 году. Австрийский биохимик Франц Шардингер в 1905 году, обнаружил, что ацетон можно получить аналогичным способом.
Следующий шаг в развитии сделал в 1919 году Хаим Вейцман (впоследствии ставший первым президентом Израиля). Он был первым, кто выделил Clostridium acetobutylicum и запатентовал как бактерию, так и процесс производства ацетона и бутанола с использованием этой бактерии. С помощью нового метода можно было бы достичь более высокого выхода продукта и использовать крахмалистые субстраты.
После войны спрос на бутанол для производства красок увеличился из-за зарождающейся автомобильной промышленности, так что производство было расширено в больших масштабах, сначала в США и Канаде, а затем во многих других странах. После Второй мировой войны ферментативное производство бутанола постепенно отошло на задний план, потому что в 1950-х годах был открыт более дешевый нефтехимический синтез бутанола. В течение следующих двух десятилетий промышленная ферментация Aбб была полностью прекращена в Европе и США. Только в нескольких странах (например, в Китае) этa технология продолжала ислопьзоваться до конца 20- го века.
из-за роста цен на нефть и планов по использованию биобутанола в качестве возобновляемого топлива технология была возрождена во многих частях мира.

## Процесс
В зависимости от используемого субстрата и штамма бактерий в ходе реакции образуются вещества н -бутанол, ацетон и этанол в соотношении 6:3:1. Также образуются многочисленные побочные продукты, включая двуокись углерода, водород, масляную кислоту, и уксусную кислоту.

### Классическая процедура
В классическом промышленном процессе разбавленная патока или кукурузная пульпа используются в качестве субстратов для Clostridium acetobutylicum в статическом периодическом процессе. Соотношение продуктов бутанола к ацетону и этанолу в этом процессе составляет 6:3:1, а концентрация продукта составляет 12-22 г/л. Выход раствора составляет 25-33 % от массы используемого субстрата. Затем смесь продуктов разделяют перегонкой . Кроме того, можно использовать побочные продукты -водород и углекислый газ, а также клеточную массу, которую можно использовать в качестве корма для животных .
Этот процесс достиг своего пика перед Второй мировой войной и сегодня больше не используется.

### Более современные процессы
Теперь этот процесс может также работать как процесс с периодической подпиткой или как непрерывный процесс с оптимальным управлением процессом в зависимости от размера завода. Для поддержания низкой концентрации бутанола в реакторе, применяются различные методы обработки растворов на месте, такие как отгонка газа и жидкостно-жидкостная экстракция..